# Jan Kawelke

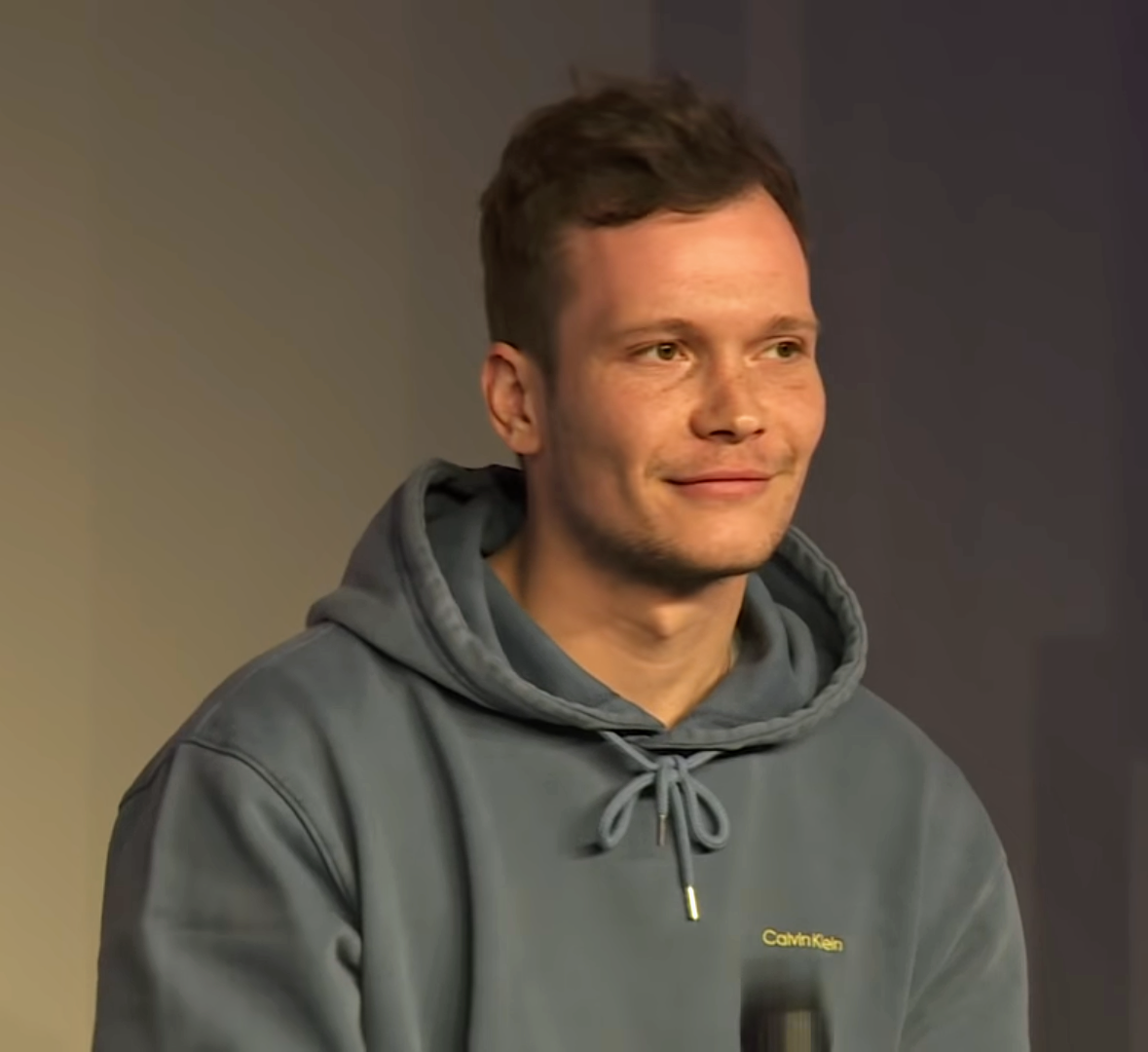
Jan Kawelke (2019)

Jan Bruno Kawelke (* 1992 in Oberhausen) ist ein deutscher Musikjournalist. Er ist unter dem Pseudonym Icarus auch als Rapper tätig.

## Leben
Kawelke wuchs in Oberhausen auf und begann neben seinem Journalismus-Studium an der Westfälischen Hochschule Gelsenkirchen mit dem Dichten und Rappen. 2013 trat er gemeinsam mit Jan Philip Binder als Künstler-Kollektiv „Jan und Jan“ in Erscheinung und stellte Kunstwerke in Kombination mit Lyrik aus. Anfang 2014 nahm er am Nachwuchswettbewerb „RAPutation“ teil und schaffte es in die Endrunde, einige Monate später folgte die Veröffentlichung seines ersten Studioalbums Gold unter dem Pseudonym Icarus. Nach der Beendigung seines Studiums folgten journalistische Aufträge für Printmedien wie Juice oder Zeit Online sowie ein journalistisches Programmvolontariat beim Westdeutschen Rundfunk (WDR). Beim WDR lernte er den Journalisten Vassili Golod kennen, mit dem er seit 2018 gemeinsam den Podcast Machiavelli – Rap & Politik moderiert, der für mehrere Preise nominiert und vom Spiegel als der drittbeste Podcast des Jahres 2018 ausgezeichnet wurde. Seit 2019 moderiert er regelmäßig beim Radiosender WDR Cosmo die Musiksendung Soundcheck.

## Ehrungen und Auszeichnungen
- 2017: International Music Journalism Award „Beste musikjournalistische Arbeit unter 30 Jahren“ für Rap & Depression: Endlich kein Tabuthema mehr[5][6]
- 2019: International Music Journalism Award „Beste musikjournalistische Arbeit - Audio - Deutsch“ für Machiavelli - Rap & Politik[7] (mit Vassili Golod)
- 2019: Medium Magazin Top 30 bis 30 für Machiavelli - Rap & Politik (mit Vassili Golod als Journalisten-Team)[8]

## Diskografie
Alben
- 2014: GOLD (als Icarus)

EPs
- 2023: Jede Welle fotografieren (als Bruno Kawelke)

Singles
- 2024: Orcas (als Bruno Kawelke)